# Fathers and Sons (Asleep at the Wheel)
Fathers and Sons è un doppio album discografico di raccolta a nome Bob Wills and His Texas Playboys and Asleep at the Wheel, pubblicato dalla casa discografica Epic Records nel 1974.

## Tracce

### Doppio LP
Lato A
1. San Antonio Rose (Bob Wills and His Texas Playboys) – 2:35 (Bob Wills) – Registrato il 28 novembre 1938 a Dallas, Texas
2. Trouble in Mind (Bob Wills and His Texas Playboys) – 2:58 (Richard M. Jones) – Registrato il 29 settembre 1936 a Chicago, Illinois
3. Take Me Back to Tulsa (Bob Wills and His Texas Playboys) – 2:40 (Bob Wills) – Registrato il 26 febbraio 1941 a Fort Worth, Texas
4. Big Beaver (Bob Wills and His Texas Playboys) – 2:37 (Bob Wills) – Registrato il 16 aprile 1940 a Saginaw, Texas
5. Roly-Poly (Bob Wills and His Texas Playboys) – 2:34 (Fred Rose) – Registrato il 26 gennaio 1945 a Hollywood, California

Lato B
1. I Can't Go on This Way (Bob Wills and His Texas Playboys) – 2:31 (Fred Rose) – Registrato il 28 gennaio 1945 a Hollywood, California
2. Time Changes Everything (Bob Wills and His Texas Playboys) – 2:37 (Bob Wills) – Registrato il 15 aprile 1940 a Saginaw, Texas
3. Miss Molly (Bob Wills and His Texas Playboys) – 2:31 (Cindy Walker) – Registrato il 15 luglio 1942 a Hollywood, California
4. The Convict and the Rose (Bob Wills and His Texas Playboys) – 2:42 (Betty Chapin) – Registrato il 28 novembre 1938 a Dallas, Texas
5. New San Antonio Rose (Bob Wills and His Texas Playboys) – 2:39 (Bob Wills) – Registrato il 16 aprile 1940 a Saginaw, Texas

Lato C
1. Choo Choo Ch'Boogie (Asleep at the Wheel) – 3:17 (Milt Gabler, Vaughn Horton, Denver Darling)
2. You and Me Instead (Asleep at the Wheel) – 3:22 (Kevin Blackie Farrell)
3. Jumpin' at the Woodside (Asleep at the Wheel) – 3:49 (Count Basie)
4. Last Letter (Asleep at the Wheel) – 5:28 (Rex Griffin)
5. Don't Ask Me Why (I'm Going to Texas) (Asleep at the Wheel) – 2:49 (Ray Benson, Leroy Preston, Kevin Blackie Farrell)
6. The Kind of Love I Can't Forget (Asleep at the Wheel) – 3:13 (Jesse Ashlock)

Lato D
1. I'm Gonna Be a Wheel Someday (Asleep at the Wheel) – 2:01 (Roy Hayes)
2. Our Names Aren't Mentioned (Together Anymore) (Asleep at the Wheel) – 3:54 (Leroy Preston)
3. Miss Molly (Asleep at the Wheel) – 2:44 (Cindy Walker)
4. Blood-Shot Eyes (Asleep at the Wheel) – 3:44 (Hank Penney, Ruth Hall)
5. Dead Man (Asleep at the Wheel) – 3:22 (Leroy Preston)

## Musicisti
Bob Wills and His Texas Playboys
San Antonio Rose / The Convict and the Rose
- Bob Wills - fiddle
- Tommy Duncan - voce
- Eldon Shamblin - chitarra
- Herman Arnspiger - chitarra
- Johnnie Lee Wills - banjo
- Jesse Ashlock - fiddle
- Sleepy Johnson - fiddle
- Leon McAuliffe - chitarra steel
- Al Stricklin - piano
- Everett Stover - tromba
- Charles Laughton - tromba
- Son Lansford - contrabbasso
- Smokey Dacus - batteria

Trouble in Mind
- Bob Wills - fiddle
- Tommy Duncan - voce
- Herman Arnspiger - chitarra
- Sleepy Johnson - chitarra, fiddle
- Leon McAuliffe - chitarra steel
- Johnnie Lee Wills - banjo
- Jesse Ashlock - fiddle
- Al Stricklin - piano
- Everett Stover - tromba
- Ray DeGeer - clarinetto, sassofono
- Zeb McNally - sassofono
- Joe Ferguson - contrabbasso
- Smokey Dacus - batteria

Take Me Back to Tulsa
- Bob Wills - fiddle, voce
- Eldon Shamblin - chitarra
- Leon McAuliffe - chitarra steel
- Louis Tierney - fiddle
- Son Lansford - contrabbasso
- Gene Tomlin - batteria

Big Beaver / New San Antonio Rose
- Bob Wills - fiddle
- Tommy Duncan - voce
- Herman Arnspinger - chitarra
- Eldon Shamblin - chitarra
- Leon McAuliffe - chitarra steel
- Johnnie Lee Wills - banjo
- Jesse Ashlock - fiddle
- Lewis Fierney - fiddle
- Al Stricklin - piano
- Son Lansford - contrabbasso
- Smokey Dacus - batteria
- Sconosciuti - strumenti a fiato

Roly-Poly / I Can't Go on This Way
- Bob Wills - fiddle
- Tommy Duncan - voce
- Jimmy Wyble - chitarra
- Cameron Hill - chitarra
- Noel Boggs - chitarra steel
- Ted Adams - contrabbasso
- Monte Muntjoy - ?
- Joe Holley - ?
- Millard Kelso - ?

Time Changes Everything
- Bob Wills - fiddle
- Tom Duncan - voce
- Herman Arnspiger - chitarra
- Eldon Shamblin - chitarra
- Leon McAuliffe - chitarra steel
- Johnnie Lee Wills - banjo
- Jesse Ashlock - fiddle
- Lewis Fierney - fiddle
- Al Stricklin - piano
- Son Lansford - contrabbasso
- Smokey Dacus - batteria
- Art Satherley - produttore

Miss Molly
- Bob Wills - fiddle
- Leon McAuliffe - voce, chitarra steel
- Leon McAuliffe Trio - voce
- Doyle Salathier - chitarra
- Morris Billington - piano
- Joe Holley - fiddle
- Louis Tierney - fiddle
- Darrell Jones - contrabbasso
- Bob Fitzgerald - batteria
- Sconosciuti - strumenti a fiato[1]

Asleep at Wheel
- Ray Benson - chitarra solista
- Ray Benson - voce solista (brani: Choo Choo Ch'Boogie, You and Me Instead, Don't Ask Me Why (I'm Going to Texas) e Miss Molly)
- Ray Benson - cori (brani: Dead Man e Miss Molly)
- Lucky Oceans - chitarra pedal steel, chitarra lap steel
- Chris O'Connell - chitarra ritmica
- Chris O'Connell - voce solista (brani: Last Letter e The Kind of Love I Can't Forget)
- Chris O'Connell - cori (brani: Choo Choo Ch'Boogie, Dead Man, Our Names Aren't Mentioned (Together Anymore) e Miss Molly)
- Floyd Domino - piano
- Richard Casanova - fiddle
- Tony Garnier - contrabbasso, basso fender, tic tac
- Leroy Preston - batteria, percussioni
- Leroy Preston - voce solista (brani: Blood-Shot Eyes, I'm Gonna Be a Wheel Someday e Dead Man
- Leroy Preston - cori (brani: Choo Choo Ch'Boogie e Our Names Aren't Mentioned (Together Anymore))

Ospiti
- Andy Stein - fiddle (brano: You and Me Instead)
- Andy Stein - sassofono (brani: Choo Choo Ch'Boogie, Jumpin' at the Woodside e Blood-Shot Eyes)
- Bill Joor - tromba (brani: Choo Choo Ch'Boogie, You and Me Instead, Don't Ask Me Why (I'm Going to Texas), Jumpin' at the Woodside, Blood-Shot Eyes e Miss Molly)
- Lisa Silver - fiddle (brani: You and Me Instead, Last Letter e Our Names Aren't Mentioned (Together Anymore))
- Johnny Gimbel - fiddle (brani: Don't Ask Me Why (I'm Going to Texas), Last Letter, The Kind of Love I Can't Forget, I'm Gonna Be a Wheel Someday, Dead Man, Our Names Aren't Mentioned (Together Anymore) e Miss Molly)
- Johnny Gimbel - chitarra ritmica (brano: Our Names Aren't Mentioned (Together Anymore))
- Johnny Gimbel - cori (brani: Dead Man e Miss Molly)
- Teddy Irwin - chitarra ritmica (brano: Last Letter)
- Bucky Meadows - chitarra ritmica (brani: The Kind of Love I Can't Forget e I'm Gonna Be a Wheel Someday)
- Larry Black - chitarra ritmica (brano: I'm Gonna Be a Wheel Someday)
- Bobby Black - chitarra pedal steel (brano: I'm Gonna Be a Wheel Someday)
- Buddy Spicher - fiddle (brano: Our Names Aren't Mentioned (Together Anymore))
- Mickey Raphael - armonica (brano: Our Names Aren't Mentioned (Together Anymore))

Note aggiuntive
- Norro Wilson - produttore
- Registrazioni effettuate al Columbia Recording Studio di Nashville, Tennessee (Stati Uniti), circa luglio del 1974[2]
- Lou Bradley - ingegnere delle registrazioni
- Larry Watkins - personal management (Asleep at the Wheel)
- Bill Barnes - design album originale e fotografia, cover type design
- Phyllis Cortese - airbush rendering
- Ringraziamento a: Bill Chapman (Chapman Auto Museum, Grand Prairie, Texas)
- Ringraziamento speciale a: Don Ellis, Linda McGraw, Susan Nadolna, Willie and Paul, B.B. Moritz, Bill Herd e Laura[3]